# La Norteña
La Norteña es una población del estado mexicano de Chihuahua cercana a sus límites con el de Sonora y ubicada en el municipio de Madera.

## Localización y demografía
La Norteña se encuentra localizada en el extremo oeste del estado de Chihuahua y al noroeste del territorio municipal de Madera, en un elevado punto de la Sierra Madre Occidental, a una altitud de 2 176 metros sobre el nivel del mar. Es una de las zonas donde se registran las temperaturas más bajas del estado de Chihuahua, junto con abundante precipitación de nieve en los meses de invierno. 
Sus coordenadas geográficas son 29°38′40″N 108°27′1″O / 29.64444, -108.45028, se encuentra a unos cincuenta kilómetros al noroeste de la cabecera municipal, la ciudad de Madera; su principal vía de comunicación es un camino de terracería que la une al este a las comunidades más cercanas: El Largo y Mesa del Huracán, y luego con el resto del municipio y el estado.
De acuerdo con los resultados del Censo de Población y Vivienda realizado por el Instituto Nacional de Estadística y Geografía, la población total de La Norteña es de 822 habitantes, de los que 429 son hombres y 393 son mujeres.